# Anna Kostera-Pruszczyk
Anna Agnieszka Kostera-Pruszczyk – polski lekarz pediatra, neurolog, neurolog dziecięca, profesor doktor habilitowana nauk medycznych.

## Życiorys
Ukończyła studia medyczne w Akademii Medycznej w Warszawie (1989, dyplom lekarza) i rozpoczęła tam pracę w 1994. W 1993 uzyskała specjalizację pierwszego stopnia z pediatrii, w 1997 specjalizację drugiego stopnia z neurologii dziecięcej, a w 2014 specjalizację z neurologii. W 1999 obroniła doktorat, w 2010 uzyskała stopień naukowy doktora habilitowanego. Tytuł profesora nauk medycznych otrzymała w 2016.
Jest kierownikiem Katedry i Kliniki Neurologii Warszawskiego Uniwersytetu Medycznego, członkiem Rady Centrum Doskonałości Warszawskiego Uniwersytetu Medycznego ds. Chorób Rzadkich i Niezdiagnozowanych oraz kierownikiem Ośrodka Euro-NMD – referencyjnego Ośrodka Chorób Rzadkich Nerwowomięśniowych ERN. Pełniła funkcję zastępcy przewodniczącego Rady ds. Chorób Rzadkich przy Ministrze Zdrowia w kadencji 2022–2023. Członkini Zarządu Głównego Polskiego Towarzystwo Neurologicznego w kadencji 2021–2024.

## Odznaczenia i wyróżnienia
- Srebrny Krzyż Zasługi (2013)[5]
- Nagroda „Innowator” tygodnika „Wprost” w kategorii medycyna (2022)[6]
- Wyróżnienia w plebiscytach „Kobieta Rynku Zdrowia” na najbardziej wpływowe kobiety w ochronie zdrowia, organizowanych przez redakcję portalu Rynek Zdrowia (2023 i 2024)[7][8]